# Pelecium
Pelecium is een geslacht van kevers uit de familie van de loopkevers (Carabidae). De wetenschappelijke naam van het geslacht is voor het eerst geldig gepubliceerd in 1817 door Kirby.

## Soorten
Het geslacht Pelecium omvat de volgende soorten:
- Pelecium atroviolaceum Straneo & Ball, 1989
- Pelecium besckii (Chaudoir, 1850)
- Pelecium bisulcatum Straneo, 1970
- Pelecium bolivianum Straneo & Ball, 1989
- Pelecium brasiliense Straneo, 1962
- Pelecium cyanipes Kirby, 1817
- Pelecium drakei Quedenfeldt, 1890
- Pelecium faldermanni (Chaudoir, 1846)
- Pelecium foveicolle Chaudoir, 1866
- Pelecium fulgidum Straneo, 1962
- Pelecium helenae Straneo & Ball, 1989
- Pelecium laeve Chaudoir, 1854
- Pelecium laevigatum Guerin-Meneville, 1843
- Pelecium longicolle Straneo, 1953
- Pelecium negrei Straneo, 1962
- Pelecium nicki Straneo, 1955
- Pelecium obscurum Straneo, 1955
- Pelecium obtusum Straneo, 1953
- Pelecium parallelum Straneo & Ball, 1989
- Pelecium paulae Straneo & Ball, 1989
- Pelecium punctatostriatum Straneo, 1970
- Pelecium punctatum Straneo, 1953
- Pelecium purpureum Straneo, 1955
- Pelecium refulgens Guerin-Meneville, 1831
- Pelecium renati Straneo, 1953
- Pelecium rotundipenne Schaum, 1860
- Pelecium semistriatum Straneo & Ball, 1989
- Pelecium striatipenne Chaudoir, 1866
- Pelecium striatum Straneo, 1955
- Pelecium sulcatum Guerin-Meneville, 1843
- Pelecium sulcipenne Chaudoir, 1861
- Pelecium tenellum Schaum, 1860
- Pelecium violaceum Brulle, 1838